# Троицкое (Липецкий район)
Тро́ицкое — село Липецкого района Липецкой области. Центр Ленинского сельсовета. 
Расположено на правом берегу реки Воронеж.
Возникло в 1630-е годы. В переписной книге 1646 года упоминается как слобода при селе Романово Городище (ныне село Ленино) без названия. Тогда в этой слободе была Троицкая церковь, поэтому позже село стало называться Троицким. Церковь была построена в 1862 году и сегодня имеет статус  регионального значения.
Ранее центром Ленинского сельсовета было село Ленино (отсюда название).
19 декабря 2008 года в Троицком открыли центр общей врачебной (семейной) медицины. В нём есть дневной стационар (два места) и аптечный пункт .
В селе родился Герой Советского Союза Михаил Карасёв.

## Население
| 2010 | 2012  |
| ---- | ----- |
| 2376 | ↗2499 |